# John McEwen
John McEwen (29. března 1900 – 20. listopadu 1980) byl australský politik, představitel agrárnické Country party (dnes National Party of Australia), v jejímž čele stál v letech 1958–1971. Po tragické smrti Harolda Holta byl na konci roku 1967 a na začátku roku 1968 krátce premiérem Austrálie. V letech 1968–1971 byl pak prvním místopředsedou vlády v kabinetu Johna Gortona. Měl přezdívku Black Jack.